# سوئه لی
خلیف مالک ابن شیمن براون (زاده ۷ ژوئن ۱۹۹۳)، که به عنوان حرفه ای سوئه لی شناخته شده است، خواننده، رپر و آهنگساز آمریکایی است. او عضو گروه هیپ هاپ ری شرومرد با برادرش Slim Jxmmi است.